# Alvaro de Vivero
Alvaro de Vivero y Menchaca (Villa de Olmedo, 1606 — ?), senhor de Encinillas, frequentemente com o nome aportuguesado para Álvaro de Viveiros, foi um militar espanhol, que atingiu o posto de general. Como governador do Castelo de São Filipe do Monte Brasil resistiu a quase um ano de cerco, sendo obrigado a 4 de março de 1642 a uma rendição honrosa com a consequente restauração da soberania portuguesa nos Açores. Participou ativamente na Guerra da Restauração tendo como general de Cavalaria da Extremadura desempenhado papel relevante nas lutas na fronteira do Alentejo.

## Biografia
Alvaro de Vivero y Menchaca, señor de Encinillas, por vezes referido por A. de Vivero y Luna, era filho de Juan de Vivero y Luna, 2.º conde de Fuensaldaña, e de María de Menchaca y Valázquez, sendo irmão de Alonso Pérez de Vivero y Menchaca, o 3.º conde de Fuensaldaña, governador da Flandres e de Milão. Casou por volta de 1648 com Mariana Cano de Moctezuma y Toledo Pizarro, tetraneta do imperador Moctezuma do México.
Veterano das guerras da Flandres, onde fora aprisionado pelos franceses em 1637, era capitão em 1639, sendo feito nesse ano mestre-de-campo quando foi nomeado governador do Castelo de São Filipe da ilha Terceira.
Após a rendição em Angra, foi governador das armas de Ciudad Rodrigo em 1644, com o posto de mestre-de-campo-general, e depois general da Cavalaria da Extremadura (General de Caballería del ejército de Extremadura) durante a Guerra da Restauração, cargo que detinha quando faleceu.
Era cavaleiro da Ordem de Santiago.